# Joseph Epping
Joseph Epping (ur. 1 grudnia 1835 w Neuenkirchen, zm. 22 sierpnia 1894 w Exaeten) – niemiecki astronom, asyriolog i jezuita.

## Życie
Jego rodzice zmarli, gdy był jeszcze dzieckiem, wówczas opiekę nad nim przejęli krewni. Uczęszczał do gimnazjów w Rheine i w Münster. Po zakończeniu tego etapu edukacji rozpoczął naukę na uniwersytecie w Münster. W czasie studiów szczególnie zainteresował się matematyką. W 1859 roku wstąpił do zakonu jezuitów i rozpoczął nowicjat. Po ukończeniu studiów rozpoczął pracę jako nauczyciel matematyki i astronomii w szkole przy opactwie Maria Laach. W 1867 roku rozpoczął studia teologiczne, a w 1870 roku otrzymał święcenia kapłańskie.
Na początku lat 70. XIX wieku prezydent Ekwadoru, Gabriel García Moreno, zwrócił się do generała zakonu jezuitów z prośbą o przysłanie wykształconych członków zakonu w celu otwarcia politechniki w Quito. Wśród niemieckich jezuitów, którzy zostali wysłani do Ameryki Południowej znalazł się również Epping, który w 1872 roku zaczął wykładać matematykę na ekwadorskiej uczelni. W tym celu nauczył się hiszpańskiego i napisał podręcznik do geometrii w tym właśnie języku. Po zabójstwie Moreno w sierpniu 1875 roku, sytuacja w Ekwadorze uległa pogorszeniu i jezuici musieli wrócić do Europy. Epping przeniósł się w 1876 roku do Holandii. Początkowo przebywał w Biljenbeck, a następnie w Exaeten. W obydwu miejscowościach zajmował się nauczaniem matematyki i astronomii.

## Praca
Pierwsza praca Eppinga, która została opublikowana w 1882 roku nosiła tytuł Der Kreislauf im Kosmos. Była ona polemiką z poglądami głoszonymi przez Laplace’a i Kanta, a zwłaszcza hipotezą mgławicową. Kolejne prace Josepha powstawały we współpracy z Strassmaierem i dotyczyły babilońskiej astronomii, a zwłaszcza tablic astronomicznych używanych przez przedstawicieli tej cywilizacji. Strassmaierowi i Eppingowi udało się odszyfrować tablice, co pozwoliło zidentyfikować nazwy używane przez Babilończyków na poszczególne ciała niebieskie, np. Guttu oznaczało Marsa, a Sakku Jowisza. Dalsze badania pozwoliły poznać wiele metod używanych w starożytnej astronomii. Badania Strassmaiera i Eppinga były publikowane od 1881 roku w Stimmen auch Maria Laach, a od 1890 roku także w Zeitschrift für Assyriologie. W 1889 roku ukazała się kolejna praca Eppinga dotycząca historii starożytnej i babilońskiej astronomii pod tytułem Astronomisches aus Babylon oder das Wissen der Chaldäer über den gestirnten Himmel. Dotyczyła ona nie tylko astronomii, ale również chronologii.

## Ważniejsze prace
- Der Kreislauf im Kosmos, 1882
- Astronomisches aus Babylon oder das Wissen der Chaldäer über den gestirnten Himmel, Freiburg, 1889